# 本達勒巴赫河

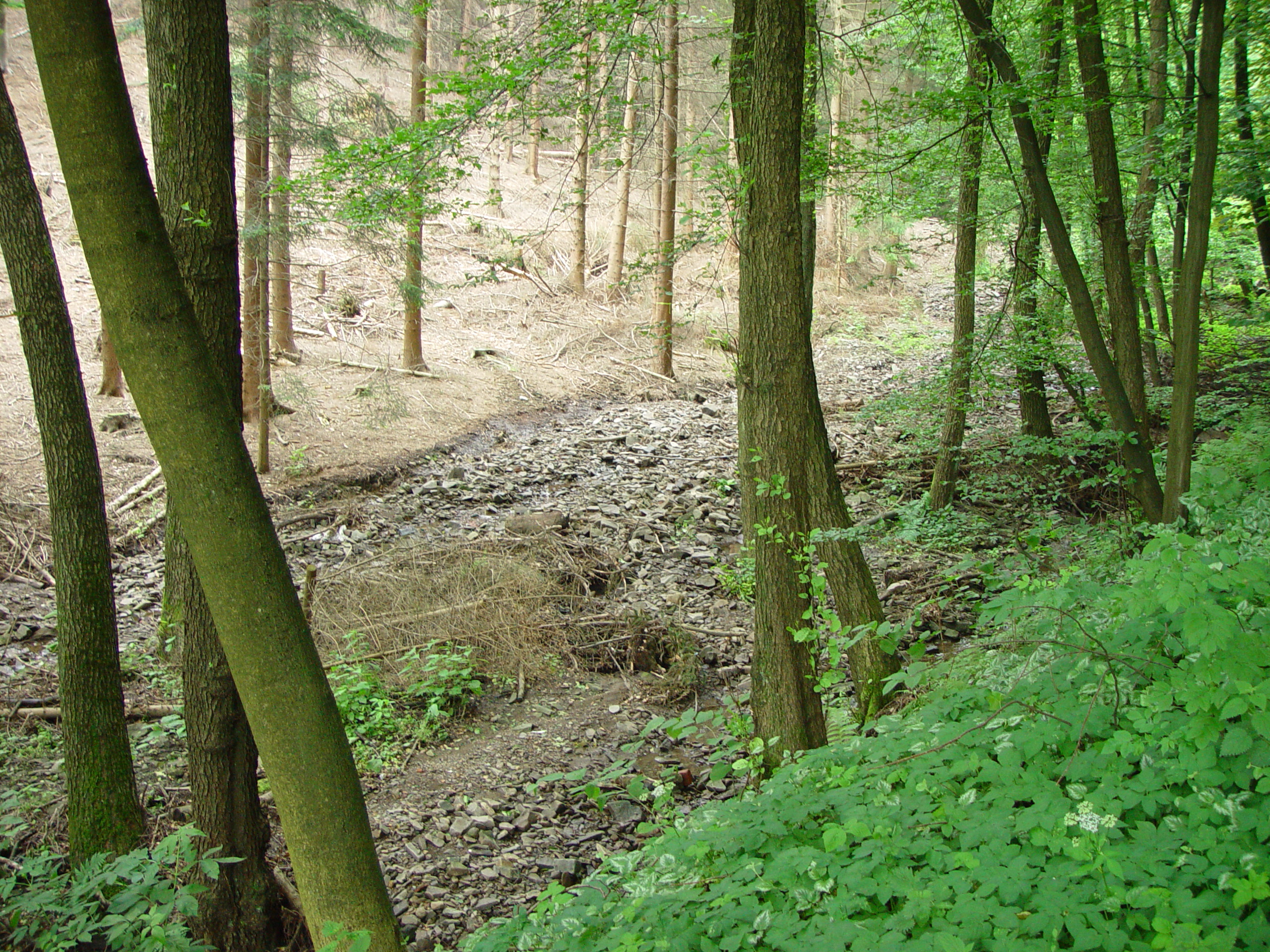
本達勒巴赫河

51°15′28″N 7°9′48″E / 51.25778°N 7.16333°E
本達勒巴赫河（德語：Bendahler Bach），是德國的河流，位於該國西部，處於北萊茵-威斯特法倫州，屬於伍珀河的支流，河道全長2.4公里，發源地海拔高度319米。